# Leptospira
Leptospira (del griego leptos: delgado; y del latín spira: espiral) es un género de bacterias del orden de los espiroquetales, el cual incluye a un pequeño número de especies patogénicas y saprofitos. Las leptospiras se observaron por primera vez en 1907, en tejido de riñón de un paciente descrito inicialmente como una víctima fatal de fiebre amarilla. Leptospira está constituido por espiroquetas flexibles y helicoidales de 0,1 μm de diámetro y de 6-20 μm de longitud, con extremidades incurvadas en forma de gancho. Característicamente, presentan Tinción de Gram débil ya que tienen la típica estructura de pared de Gram negativa. Para su visualización se usan técnicas de impregnación argéntica.
El término Leptospira se usa también para nombrar el género de una Brachiopoda.

## Historia
Las leptospiras han estado en el planeta por miles de años, encontrándose descripciones probables en Mesopotamia y Egipto, aunque su rol como causantes de enfermedades ha sido identificado en investigaciones relativamente recientes. La publicación del internista alemán Adolf Weil en 1886 es acreditada como la primera descripción detallada de la infección y la forma ictérica de la enfermedad, lleva su nombre. La infección en realidad ha sido conocida y reportada mucho antes, con relatos en la literatura asociando fiebres e ictericia en granjeros, inundaciones y ganado, desde la China e India hasta Europa. Hipócrates postuló sobre ello, así como Galeno y en las campañas Napoleónicas y en viajeros hacia las Américas.  
Las espiroquetas eran atribuidas como los causantes de un gran rango de enfermedades. Stimpson en 1907, fue el primero en reportar el aislamiento de una leptospira de un paciente humano, describiendo la concentración del organismo en los túbulos renales. Stimpson le dio al nuevo microorganismo el nombre de Spirocheta interrogans debido a la morfología del organismo en forma de signo de interrogación.
La Primera Guerra Mundial incrementó las investigaciones, por razón de las condiciones de atrincheramiento que causaba un incremento inusual de la infección. Los representantes de ambos frentes de batalla hicieron descubrimientos importantes sobre el organismo, sus serotipos y el papel que juegan en las infecciones, y el tratamiento efectivo del mismo. El reservorio natural fue descubierto en las ratas en Ecuador y México entre los años 1818 y 1819. La mayoría del conocimiento de la patología y la epidemiología actual fue definida antes de 1940, de modo que la investigación en el presente está enfocada a la secuencia del ADN y los procesos celulares internos que le confiere al organismo su virulencia, inmunidad y el mejoramiento en el desarrollo de medidas profilácticas.

## Taxonomía
El género Leptospira, junto con los géneros Leptonema y Turneriella, pertenece a la familia Leptospiraceae. Por sus determinantes antigénicos, el género Leptospira está constituido por dos especies: L. biflexa y L. interrogans. L. biflexa es una espiroqueta saprofita de vida libre sin capacidad patogénica. 
El género Leptospira se ha dividido en 17 genomoespecies, basándose en estudios de hibridación de ADN. Sin embargo, al menos una especie adicional continúa sin nombre desde su identificación.
Las leptospiras se agrupan también en serotipos, de acuerdo a sus relaciones antigénicas. Actualmente existen más de 200 serotipos reconocidos, algunos de los cuales son parte de una especie de leptospiras.
En la reunión del año 2002 del Comité de Taxonomía de Leptospira de la Unión Internacional de Sociedades Microbiológicas, aprobaron la siguiente nomenclatura de Leptospira. El género y la especie deben ser escritas en cursiva, con el nombre del serotipo sin cursiva y la primera letra en mayúscula.
Género especie serotipo Nombre serotipo
Por ejemplo:
- Leptospira interrogans serotipo Australis
- Leptospira biflexa serotipo Patoc

### Especies de leptospiras patógenas
Leptospira interrogans
Leptospira kirschneri
Leptospira noguchii
Leptospira alexanderi
Leptospira weilii
Leptospira alstonii
Leptospira borgpetersenii
Leptospira santarosai

### Especies de leptospiras intermedias u oportunistas
Leptospira inadai
Leptospira fainei
Leptospira broomii

### Especies de leptospiras no patógenas
Leptospira meyeri
Leptospira wolbachii
Leptospira vanthielii
Leptospira terpstrae
Leptospira yanagawae

## Características

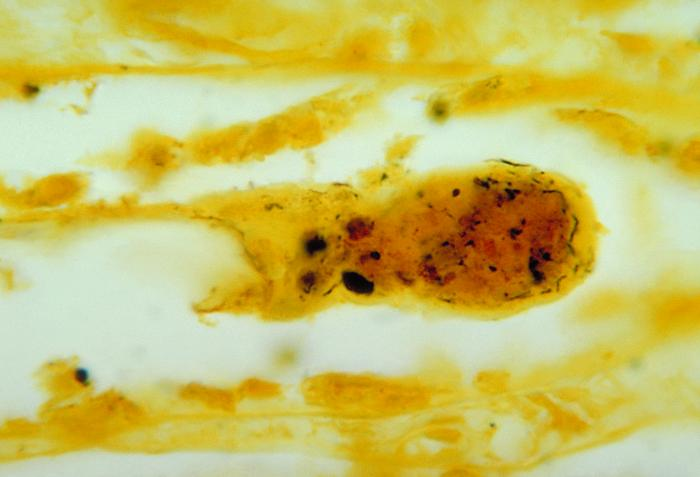
Leptospira observados en tejido de riñón, usando una técnica de tinción argéntica.

Las leptospiras son organismos muy delgados, difíciles de observar en un microscopio de luz corriente. Aunque se han descrito a más de 200 serotipos de leptospiras, todos ellos tienen características similares. Su característica apariencia es en forma de espiral 6-20 μm de largo y 0.1 μm de diámetro, con una distancia promedio entre crestas consecutivas de unos 0.5 μm. Por lo general, uno o ambos extremos del organismo está curveado en forma de gancho. Por ser tan delgadas, son bacterias que se visualizan con mayor facilidad con un microscopio de campo oscuro. Las leptospiras son organismos aerobios obligatorios, móviles por el uso de filamentos axiales llamados axostilo y se dividen por fisión binaria. En virtud de su estructura en espiral alrededor de su eje axial, puede haber hasta 20 enrollamientos en función de su longitud total. La capacidad de invadir tejidos está también facilitada por la producción de la enzima hialuronidasa, la cual altera la permeabilidad del tejido conjuntivo al hidrolizar el ácido hialurónico.

### Morfología
Las leptospiras tienen una envoltura celular similar a la de las bacterias Gram negativas, formada por una membrana citoplasmática y una externa. Sin embargo, la capa de peptidoglicano está asociada con la membrana citoplasmática en vez de la membrana externa, algo que es único de las espiroquetas. Los dos flagelos de las leptospiras se extienden desde la membrana citoplasmática en los extremos de la bacteria, y a través del espacio periplásmico y son necesarias para la motilidad del microorganismo.
La membrana externa contiene una variedad de lipoproteínas, proteínas periféricas y de transmembrana. Como es de esperarse, la composición proteica de la membrana externa difiere al comparar las leptospiras que crecen en medio artificial con las que están presentes en un animal infectado. Se ha demostrado que varias proteínas de la membrana exterior se adhieren a la matriz extracelular y al factor H, una proteína de control del complemento. Estas proteínas pueden ser de importancia en la adhesión de la leptospira a los tejidos del huésped y en la resistencia a las acciones del sistema del complemento.

### Hábitat
Las leptospiras, tanto patógenas como saprotróficas, pueden ocupar diversos ambientes, hábitats y ciclos de vida. Generalmente se reconoce que estas bacterias son virtualmente ubicuas en términos de su distribución geográfica, estando presentes en todo el planeta con excepción de la Antártica. La mayoría de las leptospiras, sin embargo, son hidrofílicas, es decir, una alta humedad y pH neutral (6.9-7.4) son esenciales para su supervivencia en reservorios naturales en aguas estancadas, pantanos, lagunas, estanques, y charcos, preferidos por las leptospiras. Se ha implicado con frecuencia a los roedores. Es muy frecuente en ratas,y ratones, los únicos roedores que no contienen esta bacteria son los hámster y de su familia los cuyes. Otros mamíferos (cobayos, caninos y vacunos, por ejemplo) participan en la diseminación de leptospiras por razón del trofismo del microorganismo por el riñón, liberándose al ambiente en la orina del animal.

## Cultivo

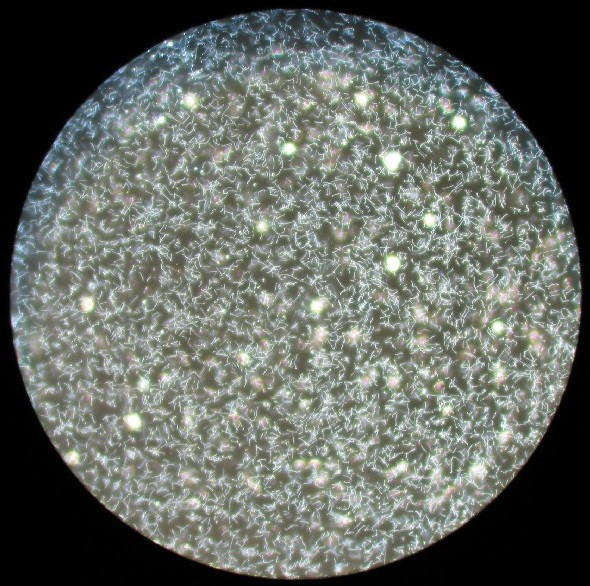
Leptospira observados en un microscopio de campo oscuro, 200x

Típicamente, las leptospiras se cultivan a 30 °C en el medio Ellinghausen-McCullough-Johnson-Harris (EMJH), el cual puede ser suplementado con 0,2-1% de suero de conejo para favorecer el crecimiento de cepas muy exigentes. La proliferación de leptospiras patógenas en un medio nutritivo artificial, como el medio EMJH, se hace notable a los 4-7 días; el crecimiento de las cepas saprofíticas ocurre a los 2 o 3 días. La temperatura mínima de crecimiento de especies patogénicas es de 13-15 °C. Debido a que la temperatura mínima del crecimiento de las especies saprofíticas es de 5-10 °C, la habilidad de las leptospiras de proliferar a 13 °C puede ser usada para distinguir entre los organismos patogénicos de las que son flora saprofíticas. El pH óptimo para el crecimiento de leptospiras está entre 7,2 y 7,6.
Por sus características de aerobiosis, las leptospiras usa como fuente principal de carbono y energía durante el crecimiento in vitro los ácidos grasos de cadena larga, los cuales son metabolizadas por medio de β-oxidación. Los ácidos grasos son suministrados en medios como el EMJH en la forma de polisorbato. Las moléculas de ácido graso están ligadas a albúmina en EMJH y son lentamente liberadas al medio de cultivo para prevenir su acumulación tóxica.
Como la mayoría de las bacterias, las leptospiras requieren hierro para su crecimiento. L. interrogans y L. biflexa tienen la habilidad de obtener hierro en diferentes formas. Se requiere de un receptor TonB-dependiente para la utilización de la forma ferrosa del hierro, el cual se ha encontrado en L. biflexa y un homólogo del receptor es codificado en el genoma del L. interrogans. L. interrogans puede también obtener hierro del grupo hemo, el cual contiene casi todo el hierro en el cuerpo humano. La proteína de unión a la hemina HbpA, que puede estar involucrada con la obtención de hemina, ha sido identificada sobre la superficie de L. interrogans. Aunque otras cepas patogénicas de Leptospira y L. biflexa carecen de HbpA, otra proteína de unión a la hemina, LipL41, puede ser la que les permita la habilidad de usar hemina como su fuente de hierro. Aunque L. biflexa y L. interrogans no secreten sideróforos, si tienen la capacidad de obtener hierro de sideróforos secretados por otros microorganismos.

## Genoma
El genoma de las leptospiras patógenas consiste en dos cromosomas. El tamaño de los genomas de las L. interrogans serotipo Copenhageni y Lai es de aproximadamente 4.6 Mb. Ambos genomas han sido secuenciados, el L. interrogans serovar Copenhageni, tiene dos cromosomas que codifican a 3728 genes, dos operones del ARNm y 37 ARNt. El L. interrogans serovar Lai es casi del mismo tamaño con 4727 genes anotados con casi un exceso de 1000 genes, quizás debido a la diferencia en puntos de corte de los genes de ambos grupos.
Por su parte, el genoma de L. borgpetersenii serotipo Hardjo es de solo 3.9 Mb, con un gran número de pseudogenes, es decir, fragmentos de genes con secuencias de inserción, en comparación con los L. interrogans. L. borgpetersenii serotipo Hardjo se transmite usualmente por la exposición directa a tejidos infectados, mientras que L. interrogans por lo general se adquiere del agua y el suelo contaminados con la orina de animales portadores de Leptospira en sus riñones. El gran número de genes defectuosos y de genes de inserción en comparación con L. interrogans sugiere que L. borgpetersenii está pasando por una decadencia genómica, con una continua pérdida de genes necesarios para la supervivencia fuera del huésped animal.

## Patogenia
La espiroqueta Leptospira interrogans produce la enfermedad de Weil, una enfermedad zoonotica de distribución mundial pero que afecta con más ímpetu a las zonas tropicales y subtropicales y transmitida por la orina de animales salvajes y domésticos, en especial ratas y perros. La infección, en el hombre se produce por contacto directo con la orina o los tejidos del animal infectado o por medio del agua y el suelo contaminados. Se observan ictericia, hemorragia cutánea, fiebre, escalofríos y dolor muscular. Las leptospiras son muy invasivas y difunden por vía sanguínea y asociadas a la endotoxina fibrolisina. En el estado agudo se puede aislar la espiroqueta en la orina y en la sangre. Durante la convalecencia se encuentran anticuerpos. Con mucha frecuencia es confundida con otras enfermedades febriles que por lo general también abundan en las regiones en cuestión, como el dengue y otras enfermedades virales e incluso el resfriado común. Es por ello que el diagnóstico por PCR es confirmatorio debido a su especificidad,  capacidad de detectar genomo-especies y rápidos resultados -aproximadamente 3 horas.
La misma sintomatología están presentes en animales, como el perro, búfalo, equinos, vacunos y otros 160 mamíferos. La infección por leptospiras genera inmunidad, sin embargo, por razón de las variaciones en la composición de lipopolisacáridos, refleja una diversidad antigénica entre un serotipo y el otro, incluyendo en la misma especie de leptospiras patogénicas. Por ello, la inmunidad es específica solo contra el organismo infectante y no contra otros serotipos.

### Tratamiento de la infección
El tratamiento con penicilina o tetraciclinas puede ser eficaz en los primeros días de la infección. Es esencial la sustitución de líquidos y electrolitos si la enfermedad es muy grave. Suele tener un curso suave y autolimitado, pero las infecciones graves pueden dañar los riñones y el hígado. Deben controlarse los signos vitales y la tensión arterial y se deben manipular con cuidado las muestras de orina del paciente para evitar la extensión del germen. Existen vacunas contra la leptospirosis específica para el serotipo, aunque de corta duración, tanto para animales como humanos, usadas en general solo en personas que estén en áreas de alto riesgo, como ciertos destacamentos militares, por ejemplo. Se ha demostrado inequívocamente que la doxiciclina es efectiva tanto para la profilaxis previa a la exposición a leptospirosis, como en el tratamiento terapéutico.